# تترای شاهنشاه
تترای شاهنشاه، تترای امپراتور یا تترای پالمری (نام علمی: Nematobrycon palmeri)، گونه ای از کاراسین‌ها است که در حوضه رودخانه‌های آتراتو و سان خوان در غرب کلمبیا یافت می‌شود. نخستین بار در سال ۱۹۶۰ در تجارت آکواریوم به ایالات متحده وارد شد و از آن زمان به خوبی جا افتاده است.
نام این گونه محبوب به افتخار مروین جورج پالمر (۱۸۸۲–۱۹۵۴)، یک جهانگرد انگلیسی که در آمریکای مرکزی و جنوبی برای موزه بریتانیا نمونه جمع‌آوری می‌کرد، گذاشته شده است.

## غذاها و تغذیه
تترای شاهنشاه یک ماهی همه‌چیزخوار است که هم غذای جانوری و هم گیاهی می‌خورد. هر نوع غذای ماهی پولکی یا پلت شده، پایه خوبی برای رژیم غذایی آن است. از غذاهای زنده مانند دافنی‌ها و لارو پشه و همچنین غذای ماهی منجمد از جمله کرم‌های خونی منجمد تغذیه می‌کند.

## پرورش
در یک آکواریوم بزرگ که به خوبی کاشته شده است، یک جفت تترای شاهنشاه اغلب بدون هیچ گونه تحریک اضافی تولید می‌کنند. اگر ماهی دیگری وجود نداشته باشد، برخی از نوزادان ممکن است زنده بمانند، به خصوص اگر والدین به خوبی تغذیه شوند. در یک آکواریوم بزرگ و خوب کاشته شده، نوزادان مقداری غذای طبیعی مفید را به شکل تک یاخته، جلبک و غیره پیدا می‌کنند. دافنی غربال‌شده در حین رشد، تغذیه بیشتری برای آنها فراهم می‌کند همچنین می‌توان از غذای خشک نیز استفاده کرد.

## در آکواریوم
تترای شاهنشاه یک ماهی آکواریومی آرام است و توسط گونه‌های پرهیاهو استرس‌زده می‌شود. تا ۴٫۲ سانتیمتر رشد می‌کند. درجه اسیدی ۶٫۵، سختی 3-6 dKH و دمای ۲۳–۲۷ سانتی‌گراد را ترجیح می‌دهد. این گونه همانند بسیاری از تتراها به راحتی در یک دسته و گله جمع نمی‌شود، در آکواریوم یک جفت از این تتراها شادتر به نظر می‌رسد.

## آلبوم عکس

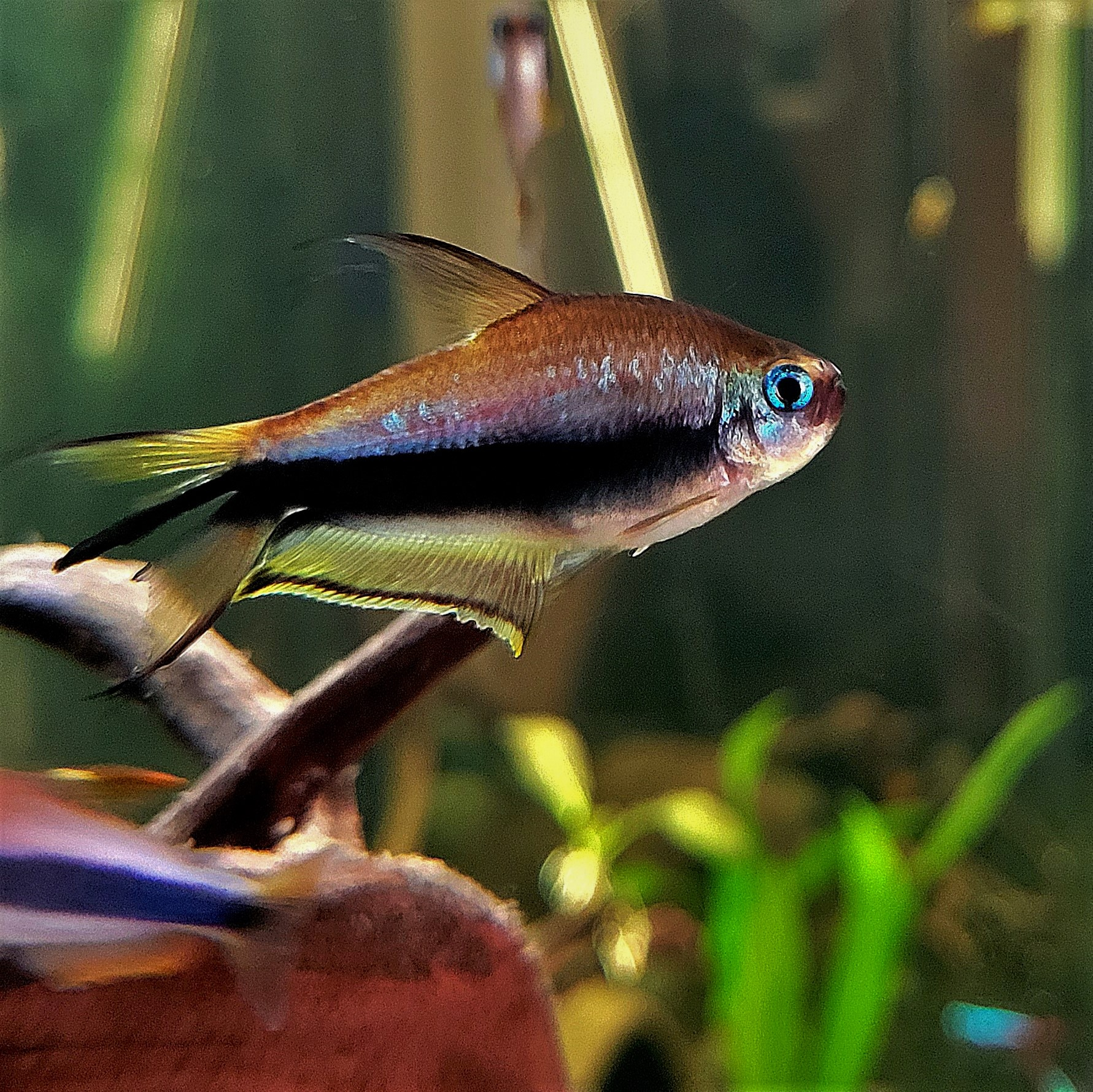
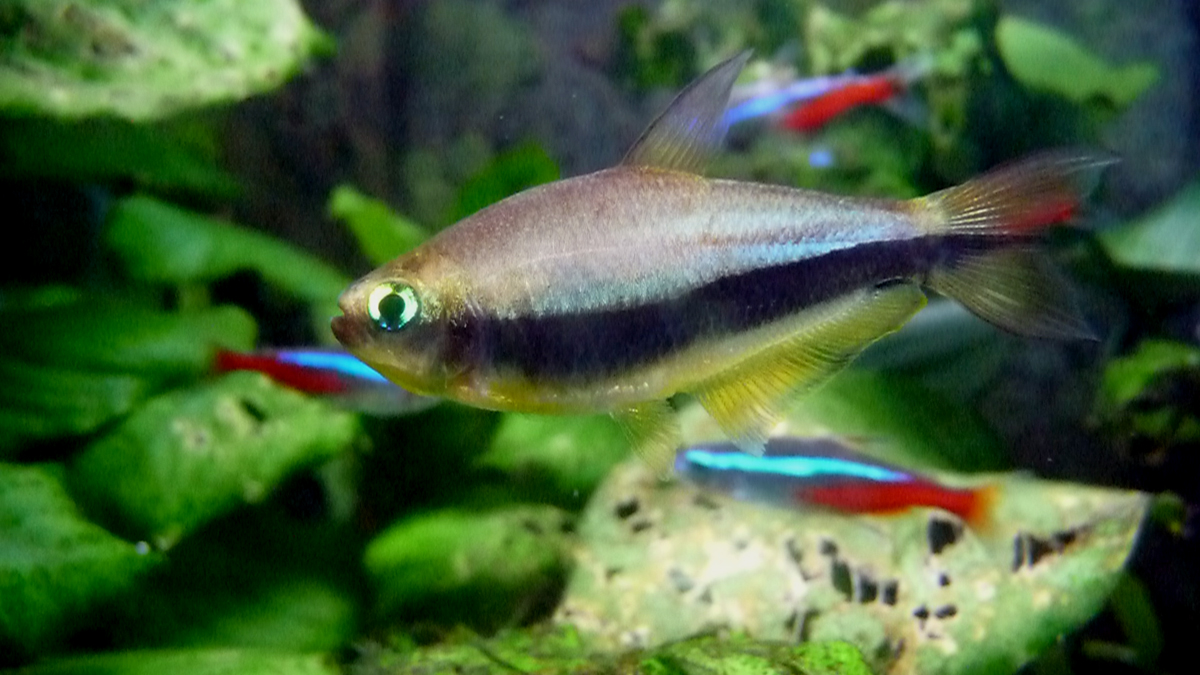
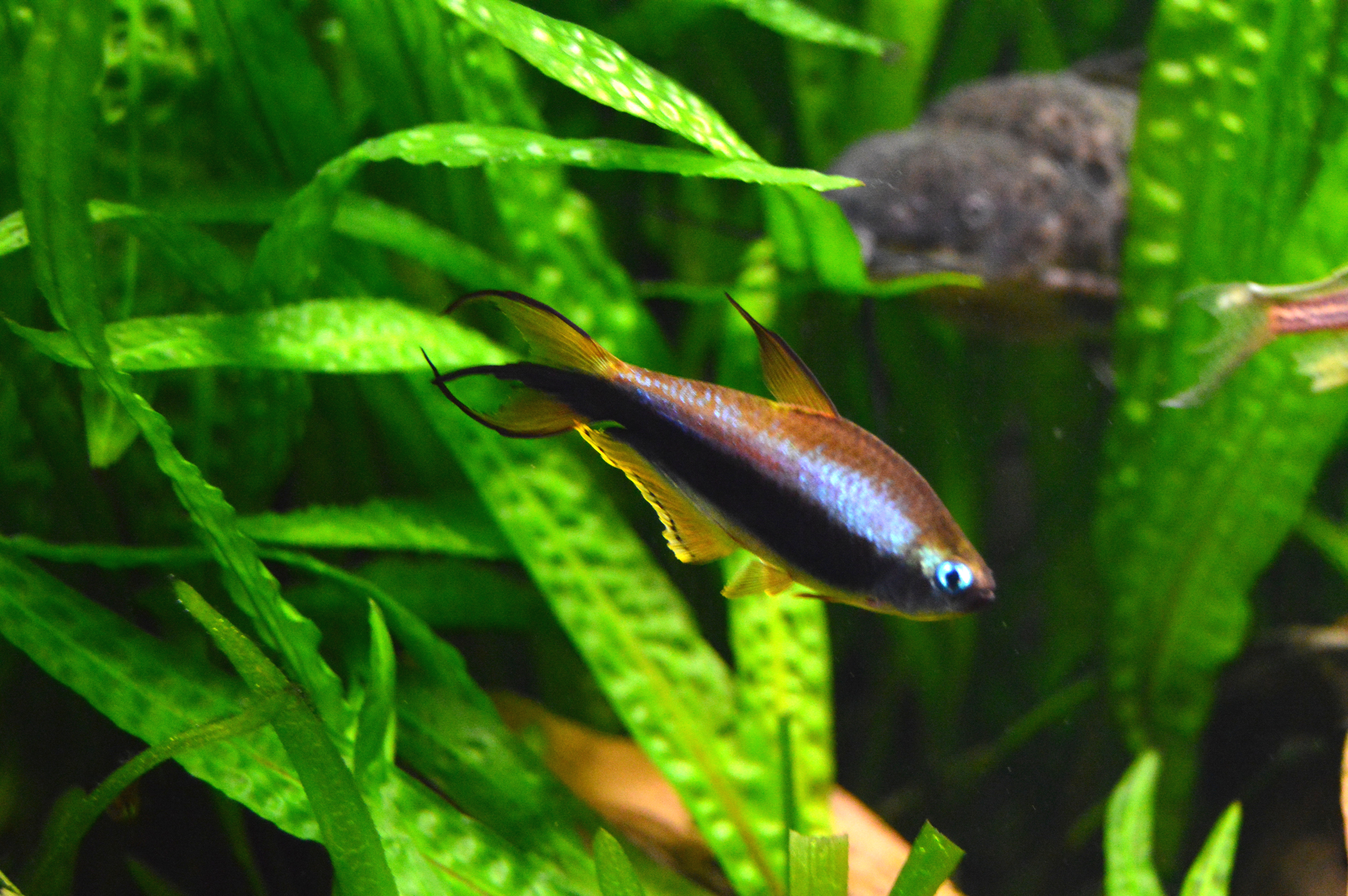
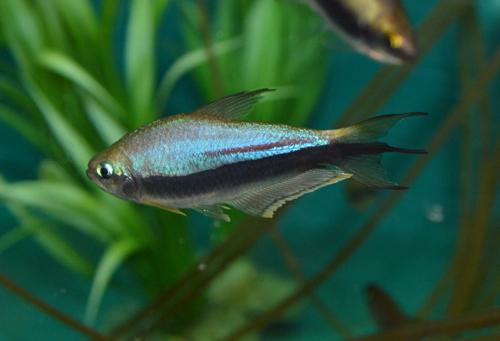
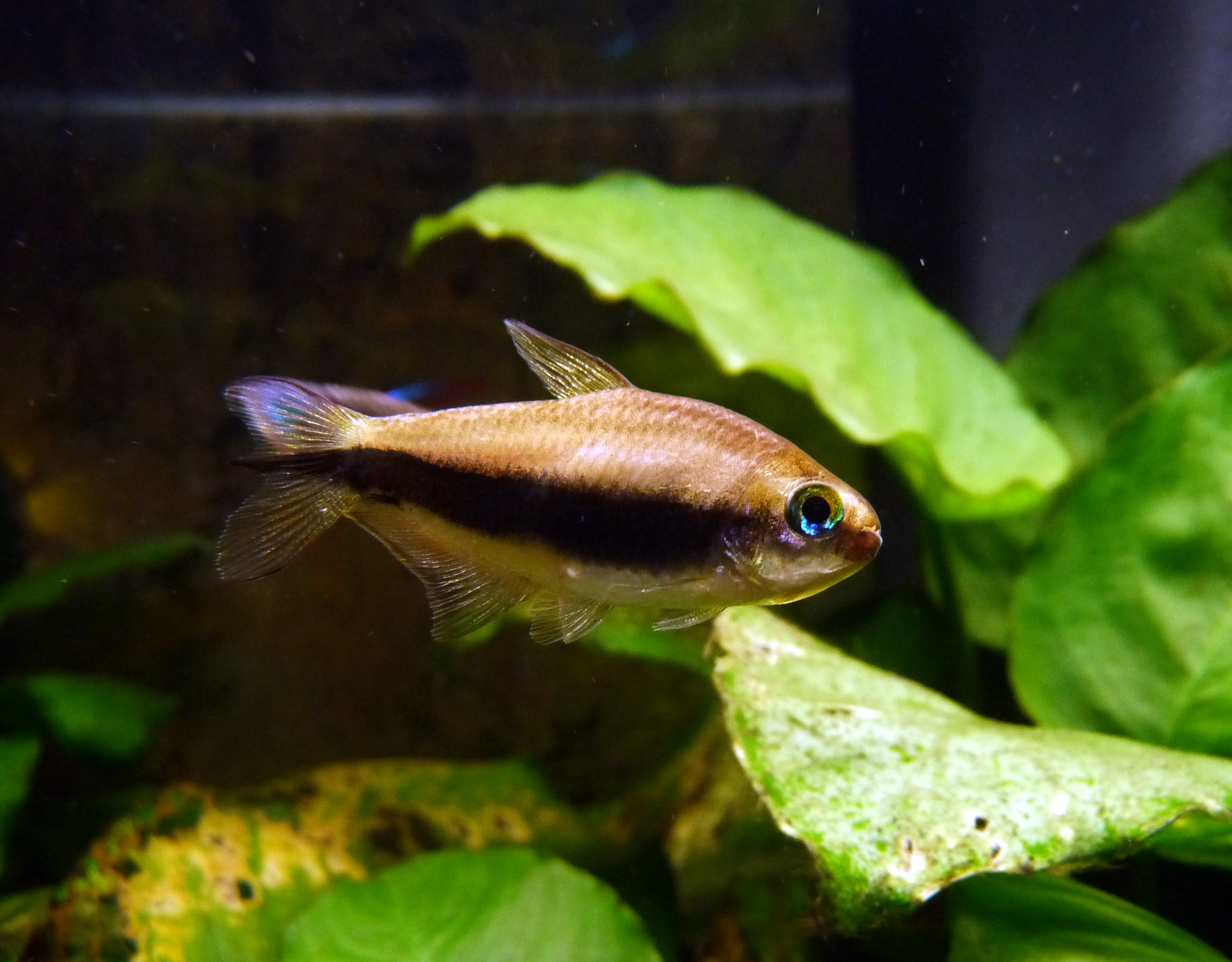